# سلیمه حموش
سلیمه حموش (انگلیسی: Salima Hammouche؛ زادهٔ ۱۷ ژانویهٔ ۱۹۸۴) بازیکن والیبال زن اهل الجزایر است.